# Sơn ca vuốt ngắn
Sơn ca vuốt ngắn, tên khoa học Certhilauda chuana, là một loài chim trong họ Alaudidae.